# Demonax kezukai
Demonax kezukai là một loài bọ cánh cứng trong họ Cerambycidae.